# Mariakerk (Warschau)
Maria Visitatiekerk of OLV Visitatiekerk of Onze-Lieve-Vrouw-Onbevlekt-Ontvangenkerk (Pools: Kościół Nawiedzenia Najświętszej Marii Panny) of kortweg Mariakerk (Pools:Kościół Mariacki) genoemd is een gotische kerk in de Nieuwe stad van Warschau. Het is ook de oudste kerk in de Nieuwe stad. De kerk is gebouwd in baksteengotiek en ligt vlak bij de rivier de Wisła (Weichsel).

## Geschiedenis
De kerk werd in 1409 gesticht door Danutė van Litouwen, de vrouw van Jan I van Warschau, voor haar bekering tot het christendom. In 1411 werd de kerk ingewijd. De kerk is gebouwd over een heidense heilige plaats. 
De kerk werd in de 19e eeuw een aantal keer verbouwd. Nadat de kerk tijdens de Opstand van Warschau in de Tweede Wereldoorlog was vernietigd, werd ze na de oorlog weer in de stijl van de  baksteengotiek herbouwd. 
Op het nabijgelegen kerkhof staat een (modern) standbeeld van Walarian Łukasiński (1786-1868), de oprichter van de Poolse Nationale Patriottistische Partij. 